# Sud-Comoé
Sud-Comoé is een regio met als hoofdplaats Aboisso in het uiterste zuidoosten van Ivoorkust in het district Comoé. De regio heeft een oppervlakte van meer dan 7200 vierkante kilometer en had bij de laatste census in 1988 328.165. Inmiddels is dat aantal volgens de laatste schatting van 2007 opgelopen naar meer dan 600.000.

## Grenzen
Als kustregio heeft Sud-Comoé een zeegrens:
- Aan de Golf van Guinee in het zuiden.

Ook heeft de regio een grens met een buurland van Ivoorkust:
- Met de regio Western van Ghana.

## Departementen
De regio is verder opgedeeld in twee departementen
:
- Aboisso
- Adiaké